# Heath Hill
Heath Hill är en del av en befolkad plats i Australien. Den ligger i kommunen Cardinia och delstaten Victoria, omkring 81 kilometer sydost om delstatshuvudstaden Melbourne. Antalet invånare är 239.
Runt Heath Hill är det glesbefolkat, med 16 invånare per kvadratkilometer.. Närmaste större samhälle är Bunyip, omkring 17 kilometer norr om Heath Hill.
Trakten runt Heath Hill består till största delen av jordbruksmark. Genomsnittlig årsnederbörd är 1 332 millimeter. Den regnigaste månaden är juni, med i genomsnitt 166 mm nederbörd, och den torraste är januari, med 57 mm nederbörd.